# Тринадцатое сообщение
«Тринадцатое сообщение», «Тринадцатая реляция» или «Сообщение о приходе испанцев и начале евангельского закона», написано Фернандо де Альва Иштлильшочитлем между 1600 и 1621 годами, на что указывает упоминание испанского короля Филиппа III (1598—1621 гг.).

## Дата составления
К. М. де Бустаманте, ссылаясь на материалы мексиканского эрудита XVIII в. Мариано Эчеверриа-и-Вейтиа, относит написание «Сообщения» к 1608 г., однако, проверить достоверность его данных невозможно. Цели труда достаточно прозрачно просматриваются в самом тексте: оно призвано было обосновать благородный статус тескоканских родственников Иштлильшочитля, что освободило бы их от уплаты налогов и иных повинностей, равно как укрепило их позиции в ожесточённых судебных тяжбах, которые обнищавшие потомки царей Акольуакана вели за сохранение остатков своего имущества.

## Цель составления
По сути, текст представляет собой расширенную петицию, первоначальный вариант которой находился в архиве Иштлильшочитля и известен под названием «Прибытие испанцев в эту Новую Испанию» (хотя её, начиная с Х. Ф. Рамиреса включают в издания сочинений Иштлильшочитля, очевидно, он не был её автором, хотя бы потому, что текст составлен от первого лица множественного числа, тогда как Дон Фернандо всегда писал о себе в единственном). Смысл и цель названного документа очень ясно и четко высказаны в его заключительной части:

… И после того, как мы оказались под властью Вашего Величества и стали христианами и верными подданными Вашего Величества, у нас отобрали все селения, и земли, и власть, какие мы имели, и нас оставили в столице, Тескоко, только с четырьмя или пятью подчинёнными, и даже те, видя, сколь мало нас уважают, пожелали избавиться от нас и жить сами по себе, и у нас отобрали селения из нашего личного хозяйства [de nuestra recámara], где мы имеем наше имущество и наследство в собственных селениях, которые мы со своими людьми построили и заселили, отчего мы понесли существенный ущерб и живем очень бедными и нуждающимися, без какого-либо дохода [renta], и видим селения, бывшие нашими и нашими собственными землями, народ в которых был обязан платить нам подати и быть нашими данниками [eran nuestros renteros y tributarios], и кальпишке [Calpixques], которых мы назначили, видим сделавшимися в них сеньорами, хотя они являются масеуалями, и получающими доходы с названных селений, а мы, являющиеся владыками, видим себя разоренными и нищими, не имеющими, что поесть. О чём подумали, что Ваше Величество, зная, кто мы, и услуги, каковые мы оказали, проявит к нам милость и даст нам больше того, что мы имеем, и видим, что у нас отобрали наше, и лишили унаследованного, и сделали нас данниками, хотя мы не были ими, и что для уплаты налогов наши жены и дочери работают, и мы также, потому что нам негде взять того, что мы должны, и сыновья и дочери, внуки и родственники Несауалькойоцина и Несауальпильцинтли пашут и вскапывают, чтобы иметь, что поесть, и чтобы каждому из нас заплатить десять серебряных реалов и полфанеги маиса Вашему Величеству, поскольку после того, как была произведена перепись и введено обложение в Новой Испании, были обложены налогом не только масеуали, чтобы платить вышеупомянутый налог, но также и все мы, отпрыски Царственного Корня, были обложены налогом против всякого права, что возложило на нас невыносимую ношу.— Ixtlilxochitl, Fernando de Alva. Obras completas. Vol. 1 / Ed. A.Chavero. México, 1891, p.445-446.
Однако, Иштлильшочитль не просто в одиннадцать раз увеличил объём петиции за счёт подробнейшего исторического экскурса, он создал концептуально важный памятник исторической мысли, далеко выходящий за рамки обращения к властям. А. Чаверо справедливо заметил, что «этот очерк представляет, более, чем какой-либо другой, собственные взгляды Иштлильшочитля, его семейные компромиссы и пристрастия». В «Тринадцатом сообщении» мы встречаем весьма законченно высказанный индейский взгляд на Конкисту, но взгляд не индейцев-побеждённых, а индейцев-победителей, тескоканских союзников Кортеса, оказавшихся, тем не менее, в положении, не лучшем, чем побеждённые. Ощущение несправедливости, обида на неблагодарность «сыновей Солнца» — на каждой странице, в каждом предложении «Тринадцатого сообщения». В силу указанного «Сообщение» — памятник крайне тенденциозный и предвзятый. Для него характерны многочисленные преувеличения, замалчивание нежелательного и выпячивание (а иногда, приходится подозревать, и домысливание) того, что подтверждает авторский подход. Некоторые места, например, написанные в житийном духе эпизоды крещения тескоканцев, где суровый воин Иштлильшочитль II сравнивается ни больше, ни меньше, как с Христовыми апостолами, или умильное описание строительства церквей в Мехико, вызывают у современного читателя недоумение.

## Тематика произведения
Тем не менее, и во многом именно благодаря своей предвзятости, «Тринадцатое сообщение» — сочинение чрезвычайно целостное и последовательное. Интересно сравнить его с описанием Конкисты в созданной позже «Историей народа чичимеков». В последней повествование гораздо детальнее, автором использованы дополнительные источники, в частности, тлашкаланские и мичоаканские. Но, вместе с тем, «История» пестрит дежурными славословиями по поводу «неслыханных подвигов Маркиза дель Валье», вплоть до откровений о Сант-Яго и Сан-Педро, сражающихся конно во главе кортесова воинства. В «Сообщении» ничего подобного нет. Сложно сказать, являются ли эти отличия следствием изменения личной позиции автора, или же некие привходящие обстоятельства побудили Фернандо де Альва Иштлильшочитля пойти на компромиссы, по крайней мере, внешние, с официозной трактовкой Конкисты. Некоторые детали склоняют, всё-таки, в пользу второго предположения: всякий более-менее внимательный читатель 19-ти заключительных глав «Истории» не может не обратить внимания на разительное противоречие между словесными оценками Эрнандо Кортеса и описанием его дел. Согласно первым он — выдающийся герой, в соответствии со вторыми — отъявленный мерзавец. Кое-где Иштлильшочитль по отношению к Кортесу доходит до прямо-таки сервантесовского сарказма, чего стоит хотя бы фраза из главы LXXXII: «Он совершил один из величайших подвигов, когда-либо виданных в мире, которые человек замыслил бы, и он состоял в том, что он подкупил деньгами и большими обещаниями некоторых лоцманов».

## Идея произведения
В конечном счёте, в «Истории» в полной мере сохраняется одна из главных идей «Тринадцатого сообщения»: развенчание мифа о «чуде Конкисты», о «900 смельчаках», покоривших будто бы миллионы туземных язычников. Иштлильшочитль, опираясь на неопровержимые факты, подводит читателя к единственно возможному выводу: «Если хорошенько посмотреть, то если только он (Кортес) и его спутники покорили всю эту землю, это было бы невозможным». Единственным «чудом» Конкисты оказываются исключительная подлость и неблагодарность, проявленные испанцами по отношению к своим индейским союзникам. И заключение, впервые сформулированное Иштлильшочитлем, разделяется современной наукой: «Ни один из военных успехов конкистадоров не был бы возможен без индейских союзников, которых приобрёл в Месоамерике Кортес… Испанское снаряжение и превосходство в тактике способствовали каждодневному успеху, но помощь союзников-индейцев предопределила исход всей войны».
Другая важнейшая проблема, поставленная Иштлильшочитлем: имеют ли ужасы и бедствия Конкисты историческое оправдание? Несмотря на все свои симпатии к доиспанскому Тескоко и сочувствие к страданиям индейцев, автор придерживается мнения, что они оправдываются, в конечном счёте, историческим прогрессом, который он отождествлял с христианством. Думается, здесь имеет место не только дипломатический манёвр хитрого кастисо, должный снискать ему поддержку со стороны могущественнейшей в испанской монархии католической церкви, но и вполне искренняя точка зрения доброго католика и верного подданного Короны, каковым несомненно был дон Фернандо де Альва Иштлильшочитль.
Несколько странное ощущение производит конец сочинения. Логическую точку более всего хочется поставить после того, как, сравнив Иштлильшочитля II с тольтекским Топильцином и упомянув о его смерти, автор говорит о бедствиях современных ему наследников тескоканских царей и уповает на милосердие короля Филиппа III. Однако, после этого он опять возвращается к живому Иштлильшочитлю и ещё несколько страниц посвящает обличению оставленных тем на время похода в Ибуэрас «управителей-мужланов» (о которых в предшествующем тексте отзывался вполне уважительно) и неправдоподобно-преувеличенно-умильному повествованию о подвигах тескоканского правителя на ниве укоренения христианства в Мексике. При этом, обрывается этот рассказ весьма неожиданно (негодяи остаются безнаказанными, а герой — не осуществившим до конца свои подвиги), оставляя чувство незаконченности. Создаётся впечатление, что весь этот кусок был дописан к уже готовому тексту под влиянием некоторых обстоятельств, вызвавших потребность в очернении «наместников-угнетателей» (возможно — вследствие некоего конфликта с их потомками) и подчеркивании заслуг семьи сочинителя перед церковью.
Впрочем, независимо от этого, красочное и взволнованное «Тринадцатое сообщение» оказалось суровым обвинением испанским завоевателям. Оно никогда не увидело свет в колониальном вице-королевстве Новая Испания, зато уже на восьмом году независимости Мексики было опубликовано одним из идеологов движения за независимость Мексики К. М. де Бустаманте под красноречивым заголовком «Ужасающие жестокости завоевателей Мексики и индейцев, помогавших им, чтобы подчинить её Кастильской короне» (полное название: «Horribles crueldades de los conquistadores de México, y de los indios que los auxiliaron para subyugarlo a la Corona de Castilla ó sea Memoria escrita por D. Fernando de Alva Ixtlilxochitl. Publicada por suplemento a la Historia del Padre Sahagun, Carlos Maria de Bustamante, y la dedica al Supremo Gobierno General de la Federación Mexicana. México: Imprenta del ciudadano Alejandro Valdés, 1829»). В предисловии издатель особо подчеркивал публицистические качества труда Иштлильшочитля: «Кого же не восхищала точность и цельность, не менее, чем искренность и бесхитростность, с какими он излагает самые ужасные и интересные события в истории мексиканского народа …? Кто не был поражён, зная, что это было написано во времена и по приказу правительства, упорствовавшего в прославлении завоевателя Мексики и превознесении его самых ужасающих преступлений …?» (Horribles crueldades de los conquistadores de México, III). Через 9 лет «Тринадцатое сообщение» было переведено на французский язык А. Терно-Кампаном и издано в Париже. С тех пор оно — непременная составляющая изданий исторических сочинений Иштлильшочитля.

## Русский перевод, 2013
Перевод с испанского на русский язык выполнен впервые по изданию 1891 г. с учётом издания 1829 г.: